# Clavaria borealis
Clavaria borealis är en svampart som beskrevs av R.H. Petersen 1986. Clavaria borealis ingår i släktet Clavaria och familjen fingersvampar.   Inga underarter finns listade i Catalogue of Life.